# Diocèse de Ruyigi
Le diocèse de Ruyigi est un diocèse de l'Église catholique au Burundi, ayant pour siège la ville de Ruyigi.

## Histoire
Le diocèse de Ruyigi est érigé le 13 avril 1973, par démembrement de l’archidiocèse de Gitega et du diocèse de Ngozi. 
Le 17 janvier 2009, une partie de son territoire et de celle du diocèse de Bururi est détachée pour ériger le diocèse de Rutana.

## Géographie
Le diocèse, d'une superficie de 4 303 km2, a pour siège la cathédrale des martyrs de l'Uganda de Ruyigi, à Ruyigi. Son territoire est constitué de la province de Ruyigi et de celle de Cankuzo. 